# Pseudyrias corvita
Pseudyrias corvita är en fjärilsart som beskrevs av William Schaus 1901. Pseudyrias corvita ingår i släktet Pseudyrias och familjen nattflyn. Inga underarter finns listade.